# Granica syryjsko-turecka
Granica syryjsko-turecka – granica międzypaństwowa dzieląca terytoria Syrii i Turcji na odcinku 822 kilometrów.

## Przebieg granicy
Początek granicy znajduje się na wybrzeżu Morza Śródziemnego na północ od syryjskiego przylądka Ras al-Basit i na południe od tureckiego miasta Samandağ.
Następnie przybiera kierunek wschodni  i dochodzi do rzeki Nahr al-Asi (Orontes) naprzeciw syryjskiego Darkusz. Biegnie korytem tej rzeki na północ, skręca na wschód, omija łukiem tureckie miasto Reyhanlı, biegnie dalej na północ, przecina rzekę Afrin, dochodzi do miejscowości Maydan Ikbis, przybiera tu kierunek wschodni, omija od południa turecki Kilis, przecina rzeki Kuwajk i Sadżur i dochodzi do rzeki Eufrat pomiędzy tureckim miastem Barak i syryjskim Dżarabulus.
W dalszym biegu przecina rzekę Balich (pomiędzy tureckim Akçakale i syryjskim Tall al-Abjad), biegnie następnie pomiędzy tureckim Ceylanpınar i syryjskim Ras al-Ajn, potem na południe od Kiziltepe, Nusaybin i dociera do rzeki Tygrys, pomiędzy tureckim miastem Cizre i syryjskim Aj-Diwar, korytem Tygrysu na południe do styku granic Turcji, Syrii i Iraku.

## Historia
Granica powstała w 1921 roku po podziale Imperium Osmańskiego pomiędzy państwa Ententy (francuski mandat Syria). Granica potwierdzona została traktatem lozańskim (24 lipca 1923 roku).
W 1938 roku zmieniony został przebieg granicy po wyłączeniu z terytorium Syrii nadmorskiego sandżaku Aleksandertty (Hatay) i jego włączeniu do Turcji w lipcu 1939 roku. Syria do dzisiaj zgłasza roszczenia do tego terytorium.